# Rama
Rama (राम, Rama) là hóa thân thứ bảy của vị thần Hindu Vishnu, và một vị vua của Ayodhya trong kinh Hindu. Rama cũng là nhân vật chính của sử thi Hindu Ramayana, trong đó kể lại uy quyền của mình. Thông thường người ta cho rằng Rama được sinh ra khoảng 1,3 triệu năm trước, trong Treta Yuga, tuổi kéo dài 1.296.000 năm. Rama là một trong những nhân vật và vị thần nổi tiếng nhiều nhất trong Ấn Độ giáo, đặc biệt trong các kinh điển Tỳ-thấp-nô và Vaishnava ở Nam và Đông Nam Á. Cùng với Krishna, Rama được coi là một trong những đại diện quan trọng nhất của Vishnu.